# Музей Фаберже в Санкт-Петербурге
Музей Фаберже — частный музей в Санкт-Петербурге, расположен во дворце Нарышкиных-Шуваловых. Обладает не имеющим аналогов собранием русского ювелирного и декоративно-прикладного искусств XIX—XX вв. Наиболее ценные и известные предметы в коллекции музея — 9 императорских пасхальных яиц, созданных фирмой Карла Густавовича Фаберже. В коллекции музея, в том числе, находятся первое и последнее из императорских яиц.
Торжественное открытие музея состоялось 19 ноября 2013 года. Свои двери для широкой публики музей открыл в апреле 2014 года. Музей работает без выходных с 10:00 до 20:45, кассы открываются в 9:30.
Организация-учредитель музея — Культурно-исторический фонд «Связь времён», созданный в 2004 году известным российским предпринимателем Виктором Вексельбергом.
Директор музея — Владимир Воронченко. Музей создан для коллекционирования, экспонирования и популяризации шедевров русского искусства. Целью создания музея является не получение прибыли, а возвращение россиянам утраченных шедевров российского искусства. Музей также работает как культурно-просветительский и научный центр, регулярно организующий мероприятия, направленные на ознакомление широкого круга петербуржцев и гостей города с историей творчества Карла Густавовича Фаберже.
Музей состоит из 11 помещений: Рыцарский зал, Красная гостиная, Синяя гостиная, Золотая гостиная, Аванзал, Белая гостиная, Голубая гостиная, Выставочный зал, Готический зал, Верхняя буфетная, Бежевый зал.

## История создания музея

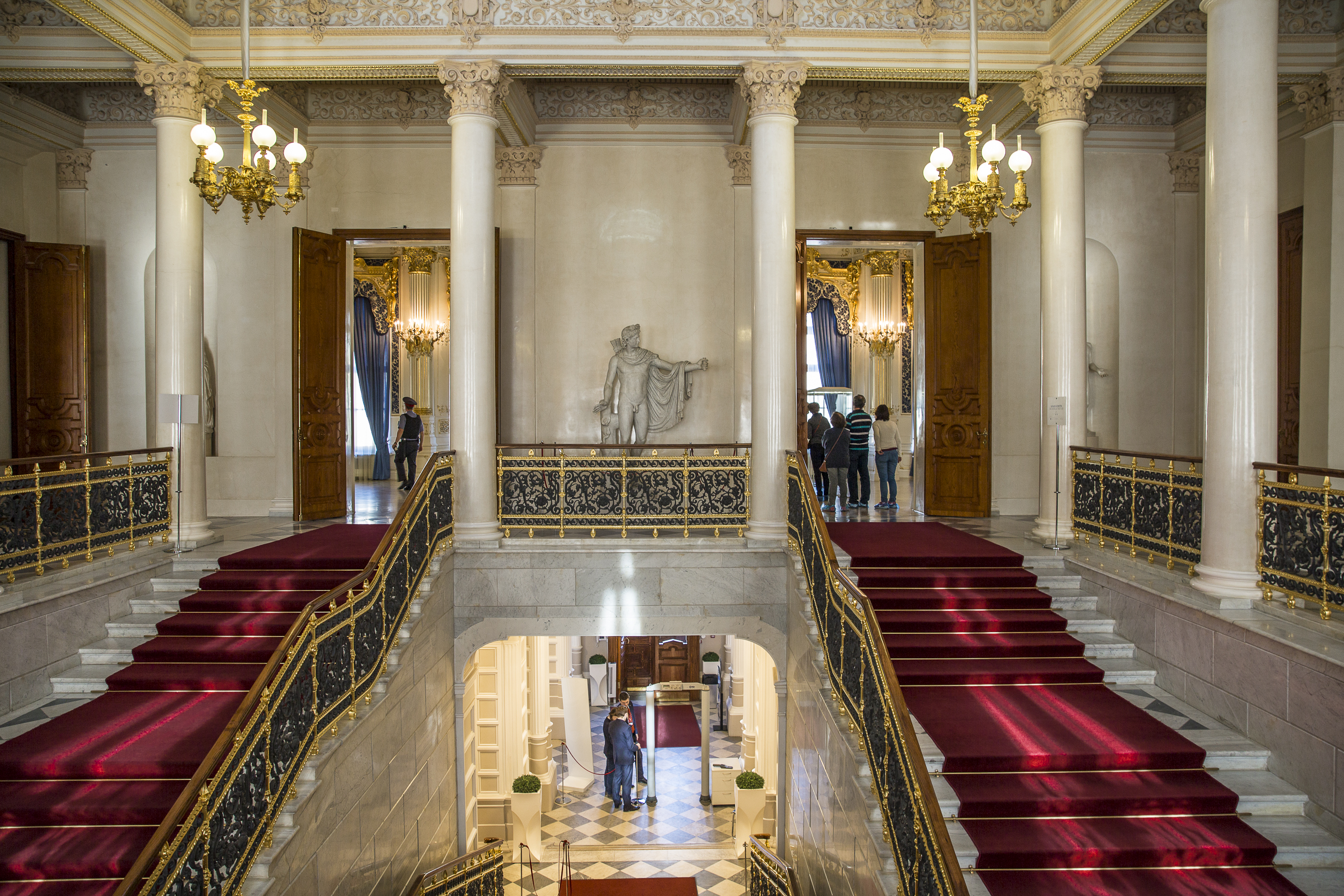

Начало формированию экспозиции музея положила покупка Виктором Вексельбергом в 2004 году коллекции произведений Фаберже, принадлежащей потомкам американского миллиардера Малкольма Форбса (1914—1990). Форбс был страстным коллекционером изделий фирмы Фаберже, потратившим несколько десятков лет на их поиск и приобретение на крупнейших мировых аукционах. В 2004 году его коллекция должна была быть выставлена на аукцион для продажи в виде отдельных лотов. Однако представителям Вексельберга удалось договориться о продаже коллекции Форбса единым лотом. Таким образом уникальная коллекция шедевров Фаберже была не только спасена от «распыления» по всему миру, но и переехала в Россию.
На основе коллекции, приобретенной у Малкольма Форбса, было решено создать экспозицию Музея Фаберже в Санкт-Петербурге. Для размещения экспозиции был выбран дворец Нарышкиных-Шуваловых в Санкт-Петербурге, в котором до этого находился Дом дружбы со странами мира. Фонд «Связь времён» заключил с администрацией Санкт-Петербурга соглашение о передаче дворца в аренду фонду сроком на 50 лет. В 2006 году стартовала реставрация дворца, продолжавшаяся 7 лет и стоившая около 1,2 млрд рублей. Ремонт производился без привлечения государственных средств.

## Коллекция музея
В настоящее время коллекция музея насчитывает более 4000 единиц хранения, среди которых, помимо знаменитых пасхальных яиц, — objets de fantaisie, objets de vertu и драгоценная галантерея, столовое художественное серебро, религиозно-культовые предметы, созданные фирмой Фаберже. Также в коллекции музея — работы современников и соперников Фаберже — фирм «Сазиков», «Овчинников», «И. П. Хлебников», мастерской Ф. И. Рюкерта и многих других.

### Пасхальные яйца
Фонду «Связь времён» принадлежит 14 пасхальных яиц фирмы Фаберже. В музее Фаберже в Санкт-Петербурге хранятся и экспонируются 8 из 52 императорских яиц (1 императорское яйцо арестовано в Великобритании в 2022 году в рамках санкций против Виктора Вексельберга), 2 из 7 яиц семьи Кельх, 1 яйцо Марии Фёдоровны не входящее в список императорских подарков, 1 яйцо герцогини Мальборо и 1 яйцо чей первый владелец неизвестен.

#### Императорские пасхальные яйца

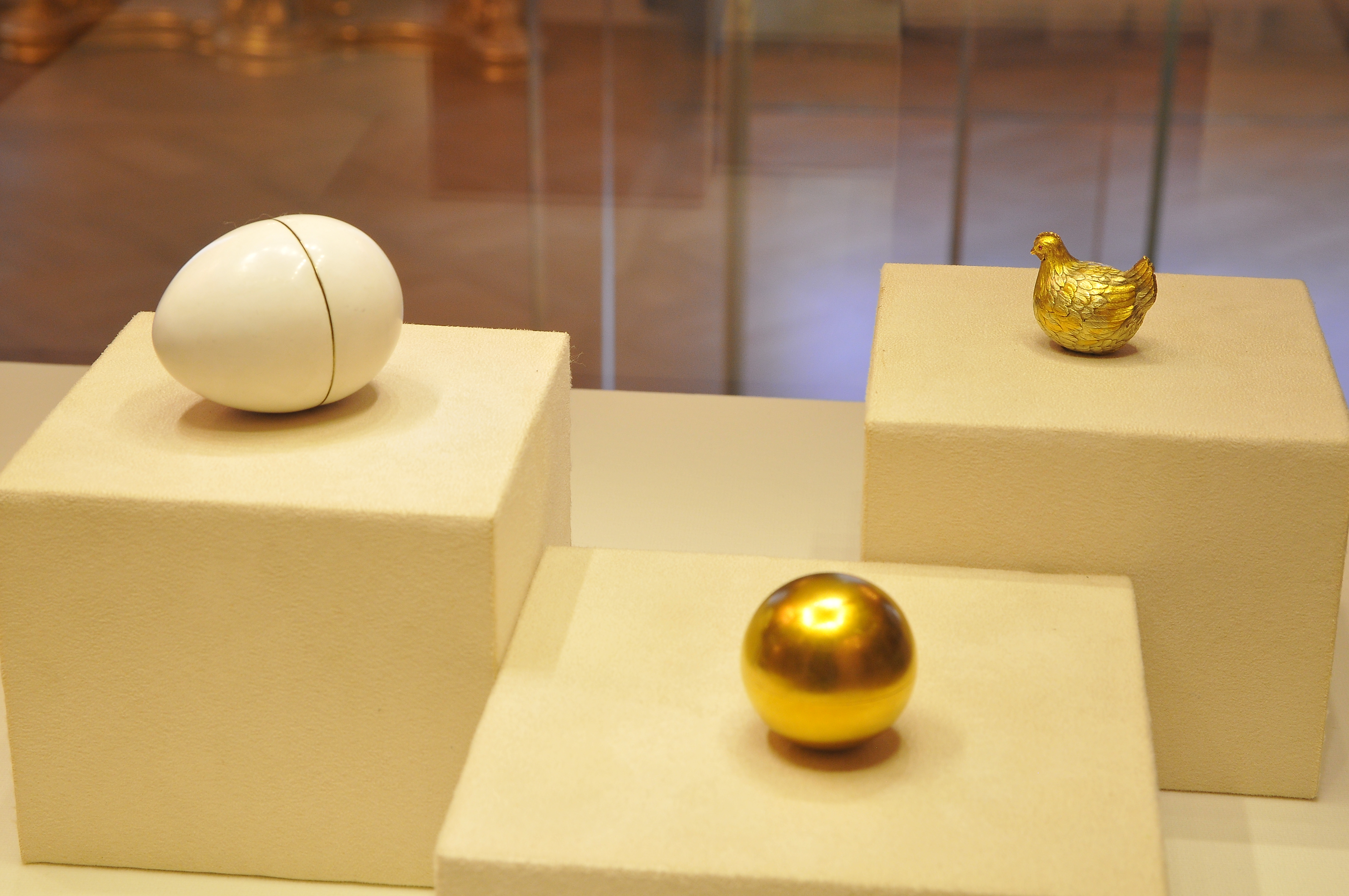
Фирма К. Фаберже, мастер Эрик Коллин. Пасхальное яйцо «Курочка», 1885 г. Арестовано в Великобритании в 2022 г. в рамках санкций против Виктора Вексельберга.
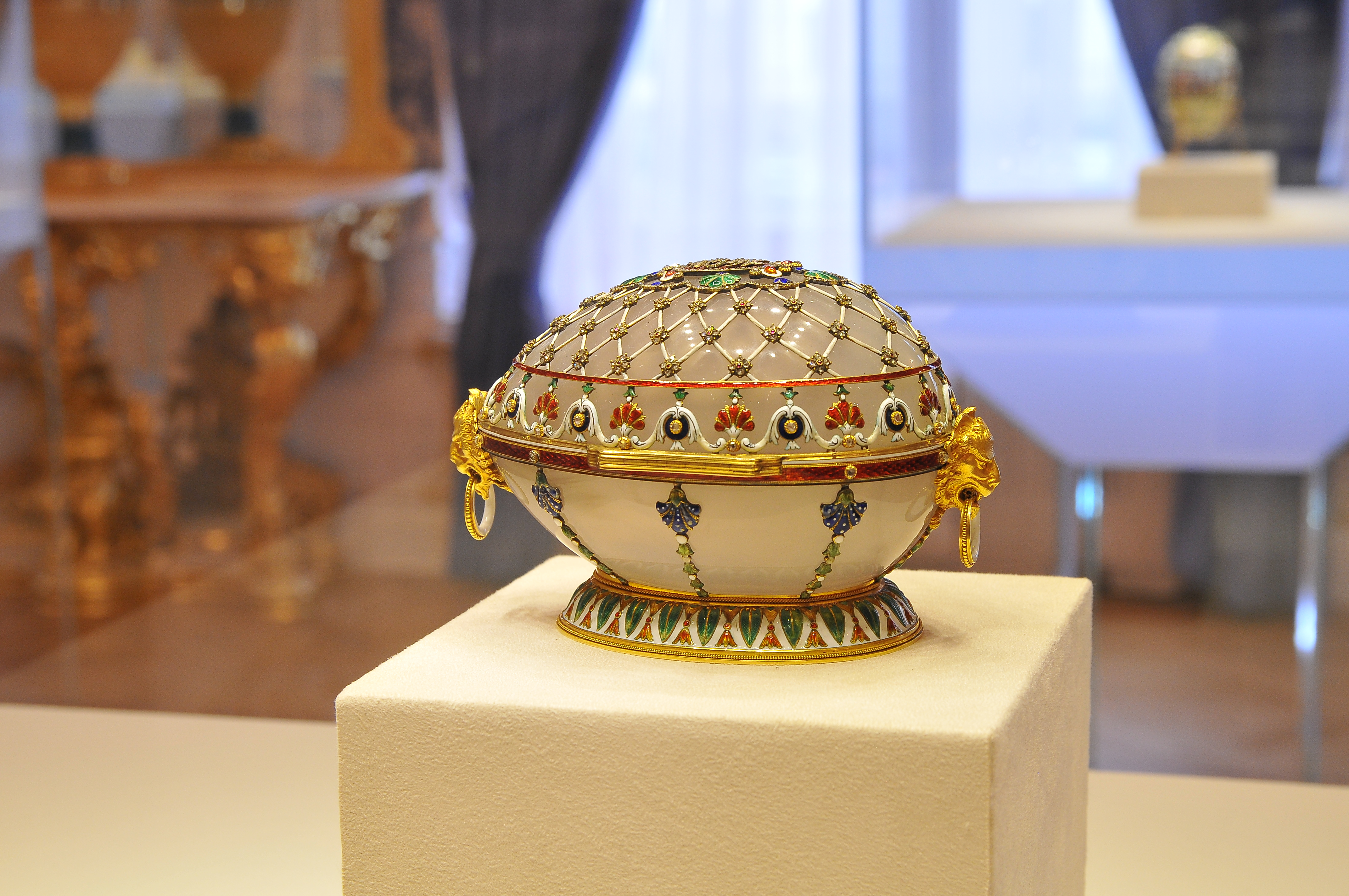
Фирма К. Фаберже, мастер Михаил Перхин. Пасхальное яйцо «Ренессанс», 1894 г.
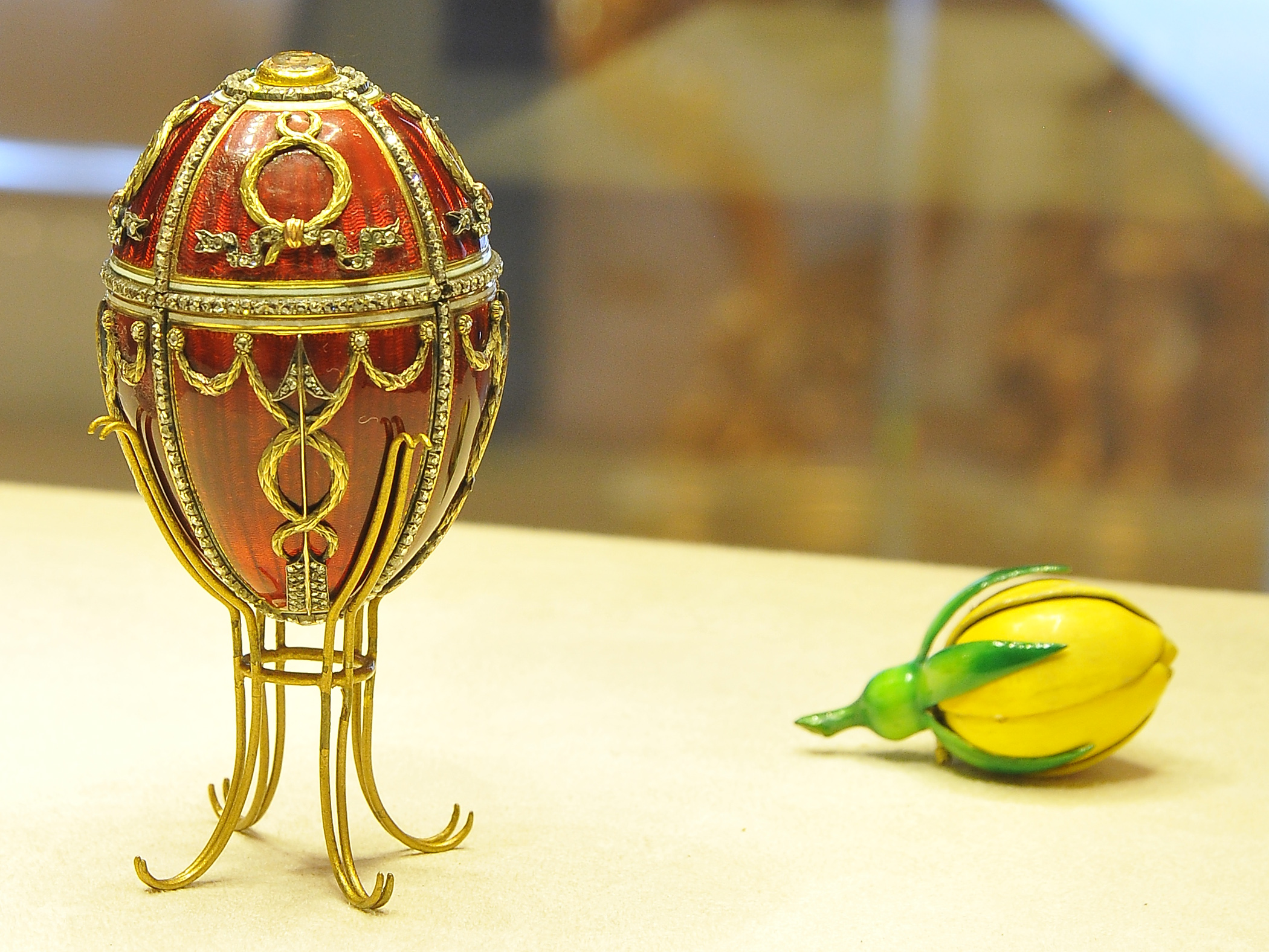
Фирма К. Фаберже, мастер Михаил Перхин. Пасхальное яйцо «Яйцо с бутоном розы», 1895 г.
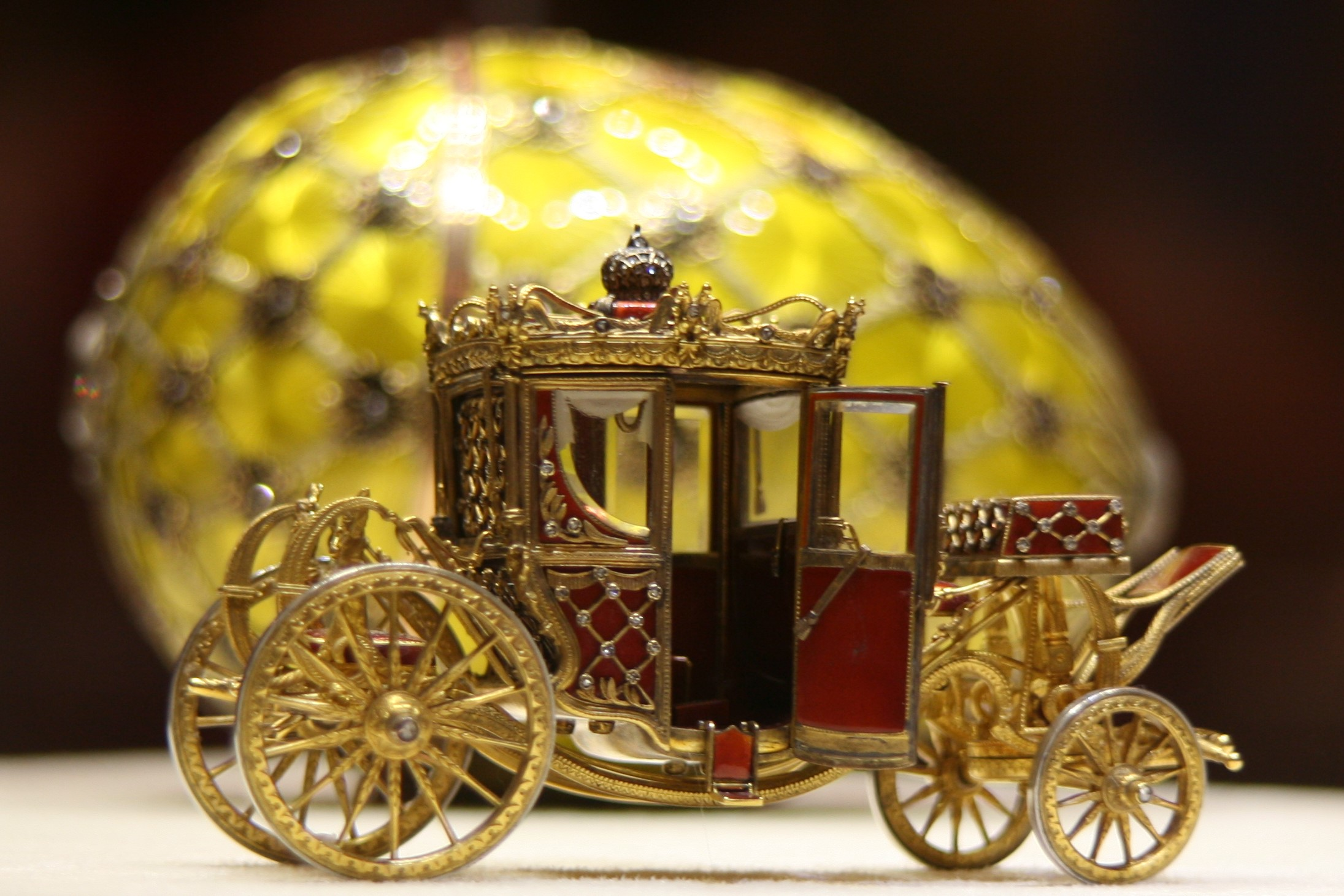
Фирма К. Фаберже, мастер Михаил Перхин. Пасхальное яйцо «Коронационное», 1897 г.
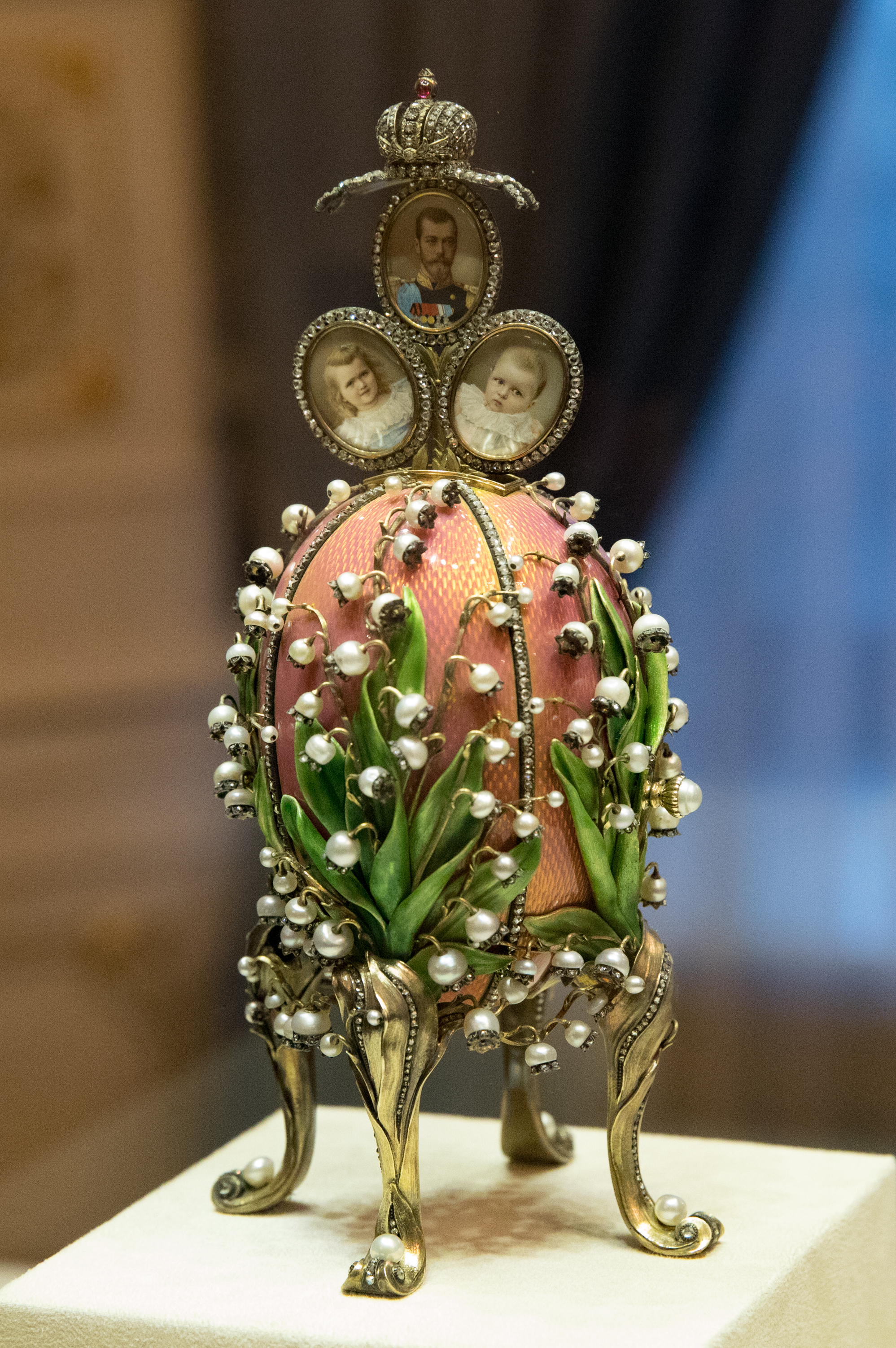
Фирма К. Фаберже, мастер Михаил Перхин. Пасхальное яйцо «Ландыши», 1898 г.
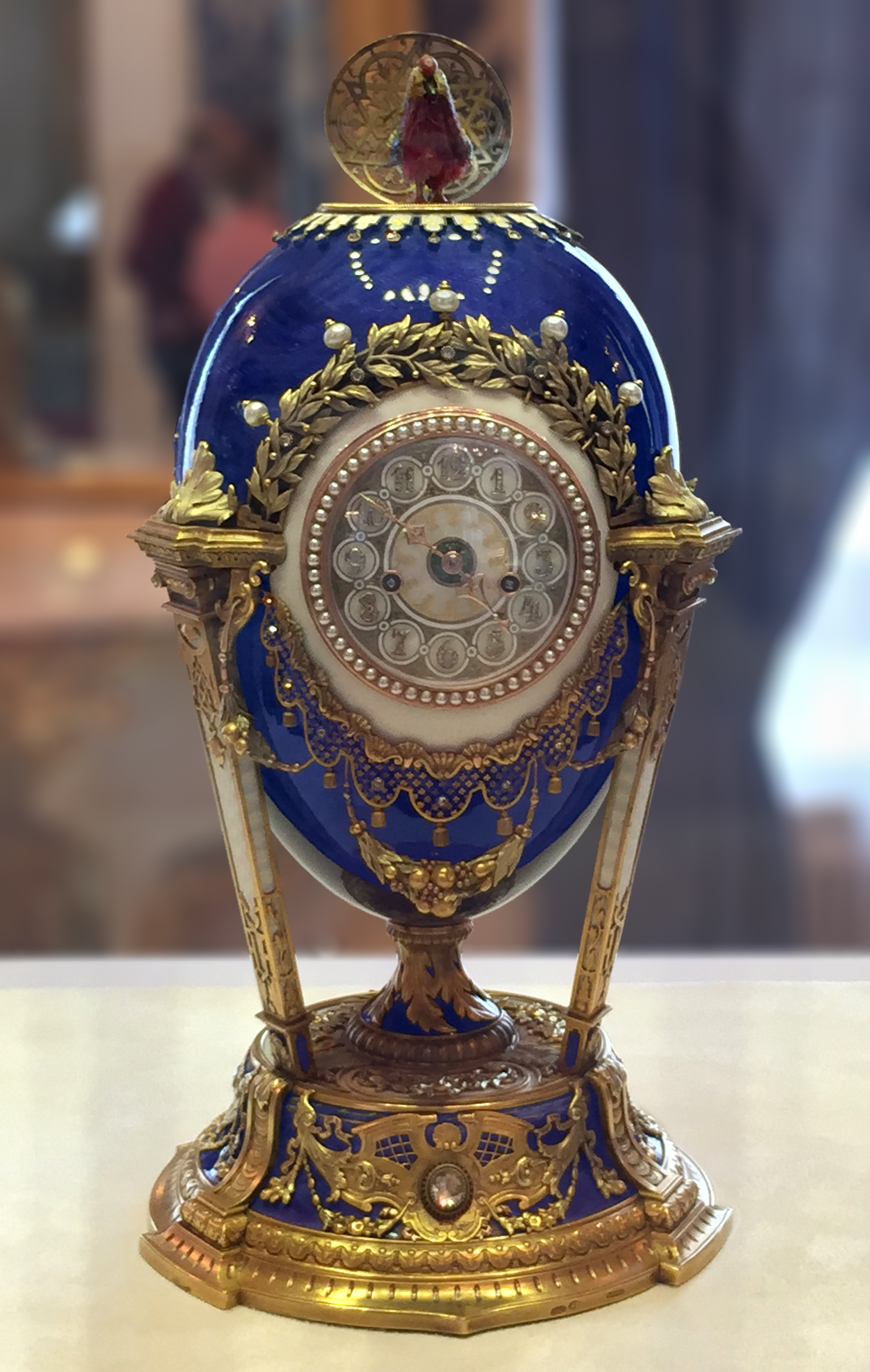
Фирма К. Фаберже, мастер Михаил Перхин. Пасхальное яйцо «Петушок», 1900 г.
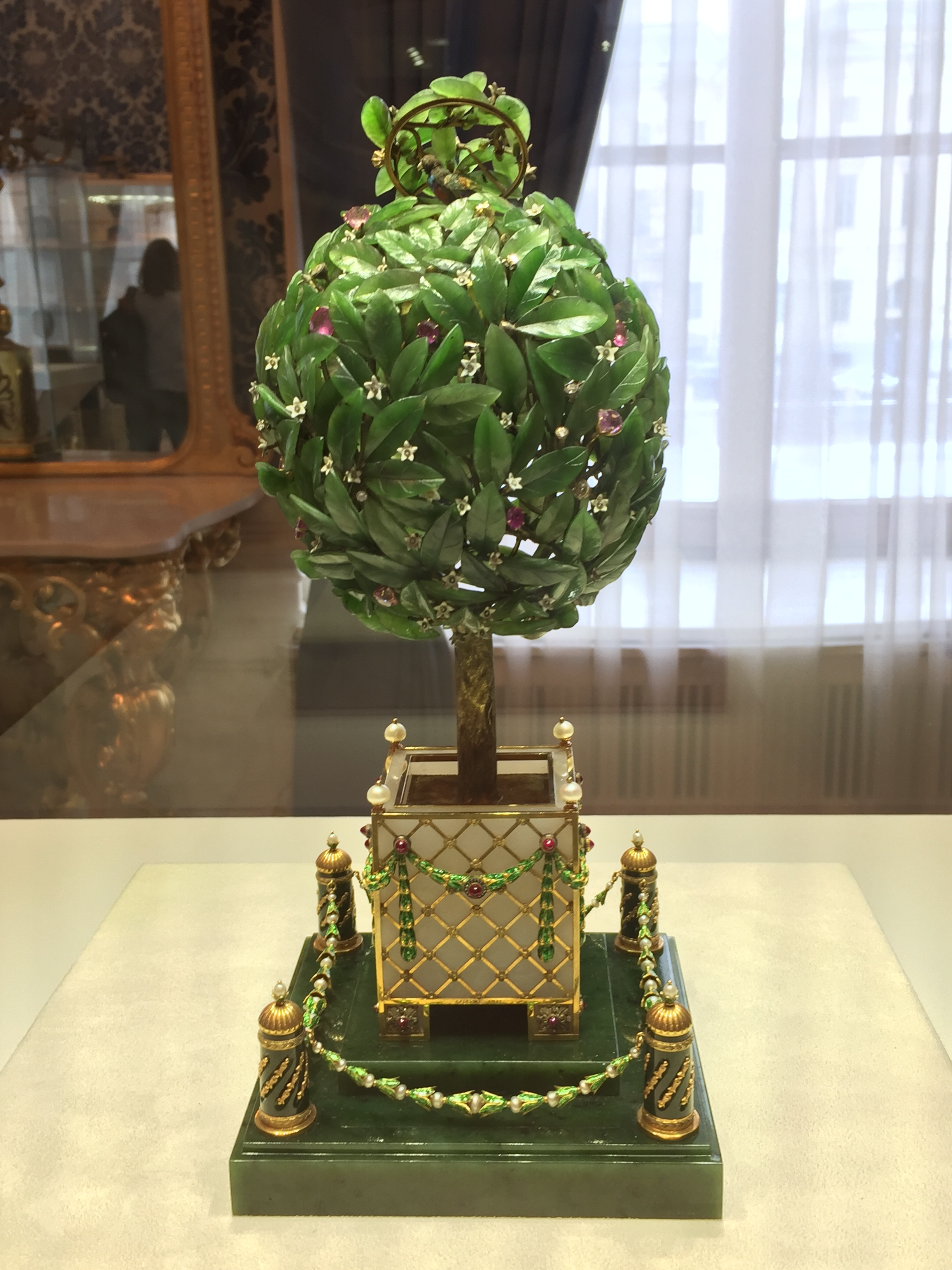
Фирма К. Фаберже, мастер неизвестен. Пасхальное яйцо «Лавровое дерево», 1911 г.
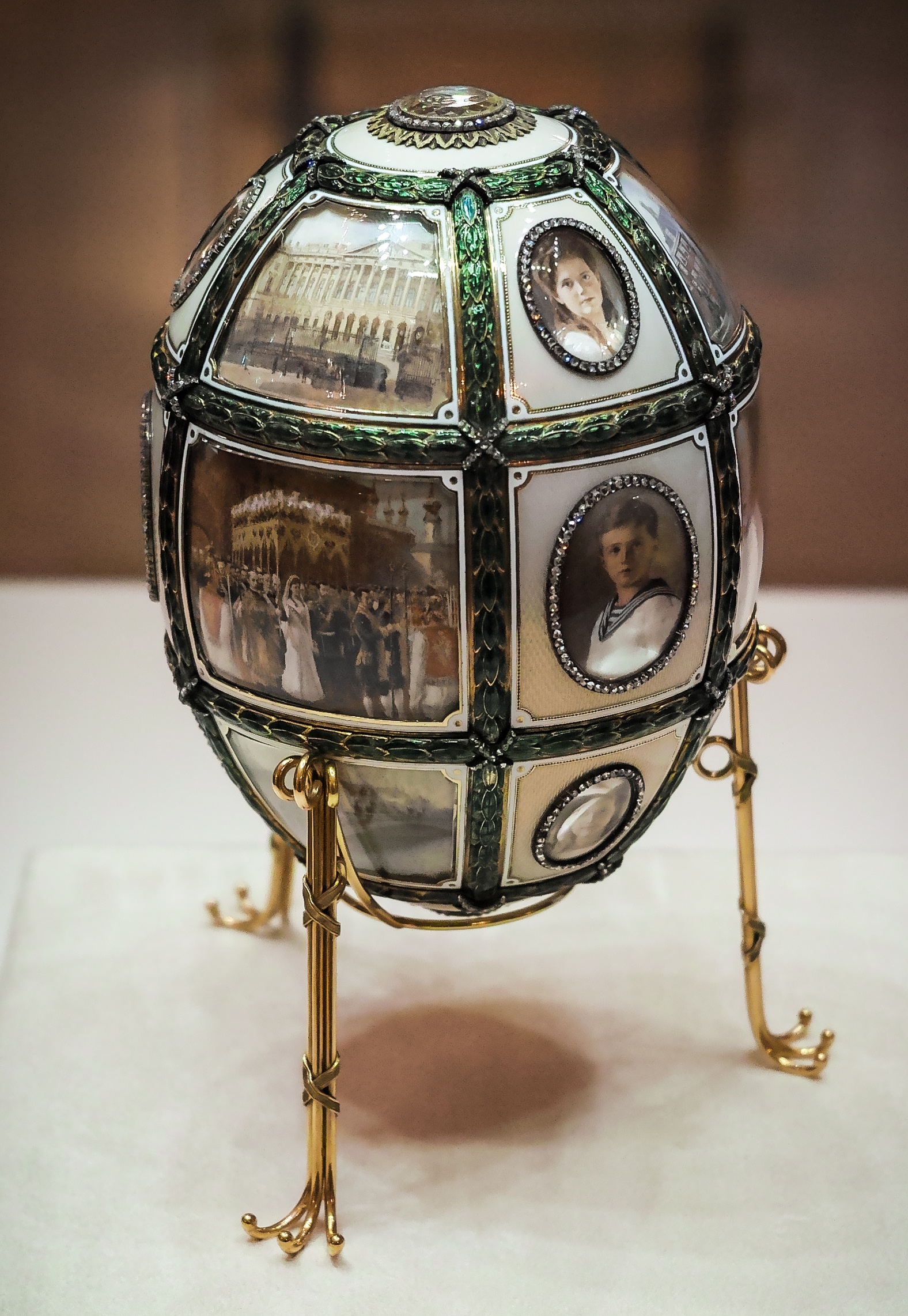
Фирма К. Фаберже, мастер Хенрик Вигстрём. Пасхальное яйцо «Пятнадцатая годовщина царствования», 1911 г.
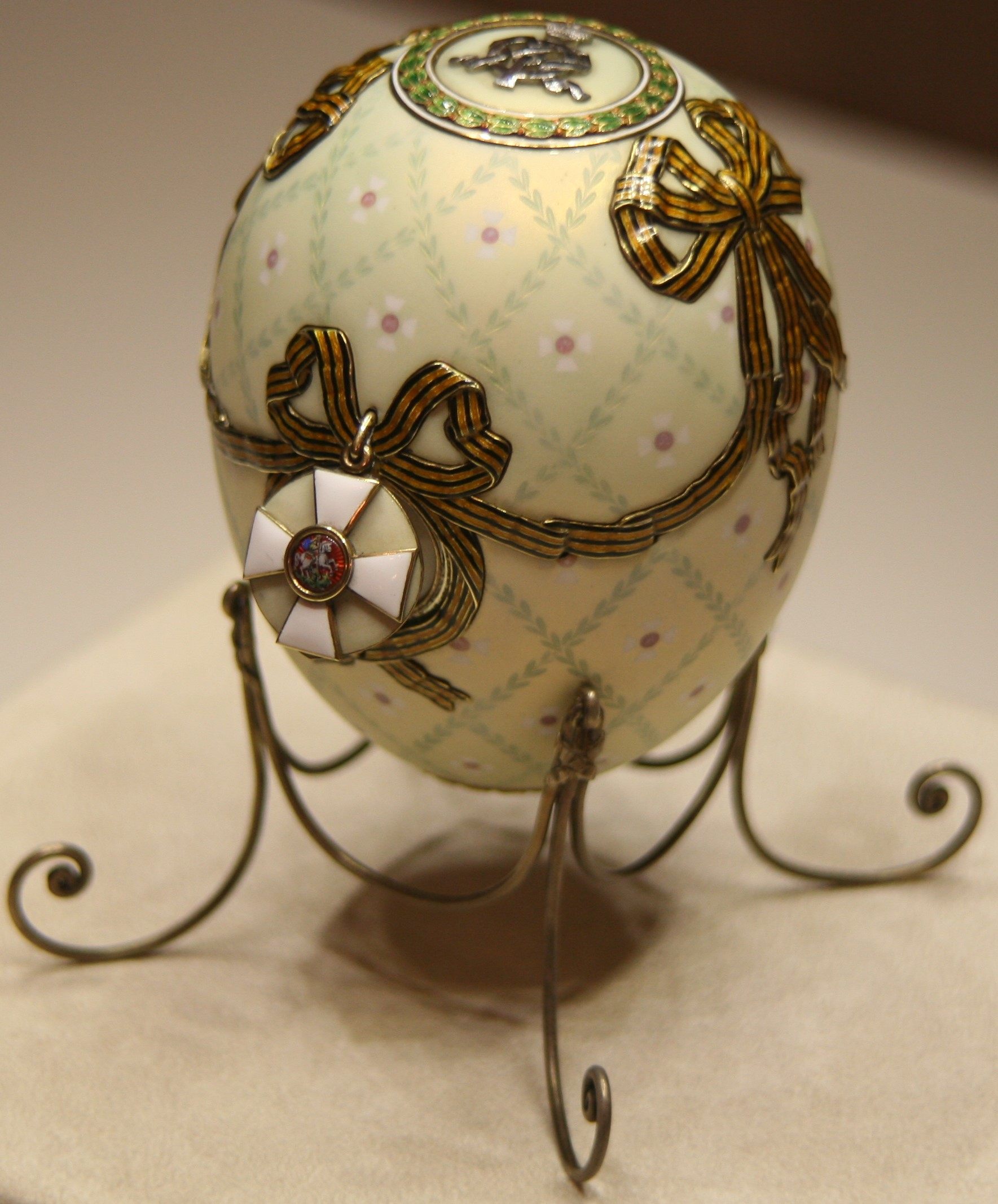
Фирма К. Фаберже, мастер неизвестен. Пасхальное яйцо «Орден Святого Георгия», 1916 г.

#### Пасхальные яйца семьи Кельх

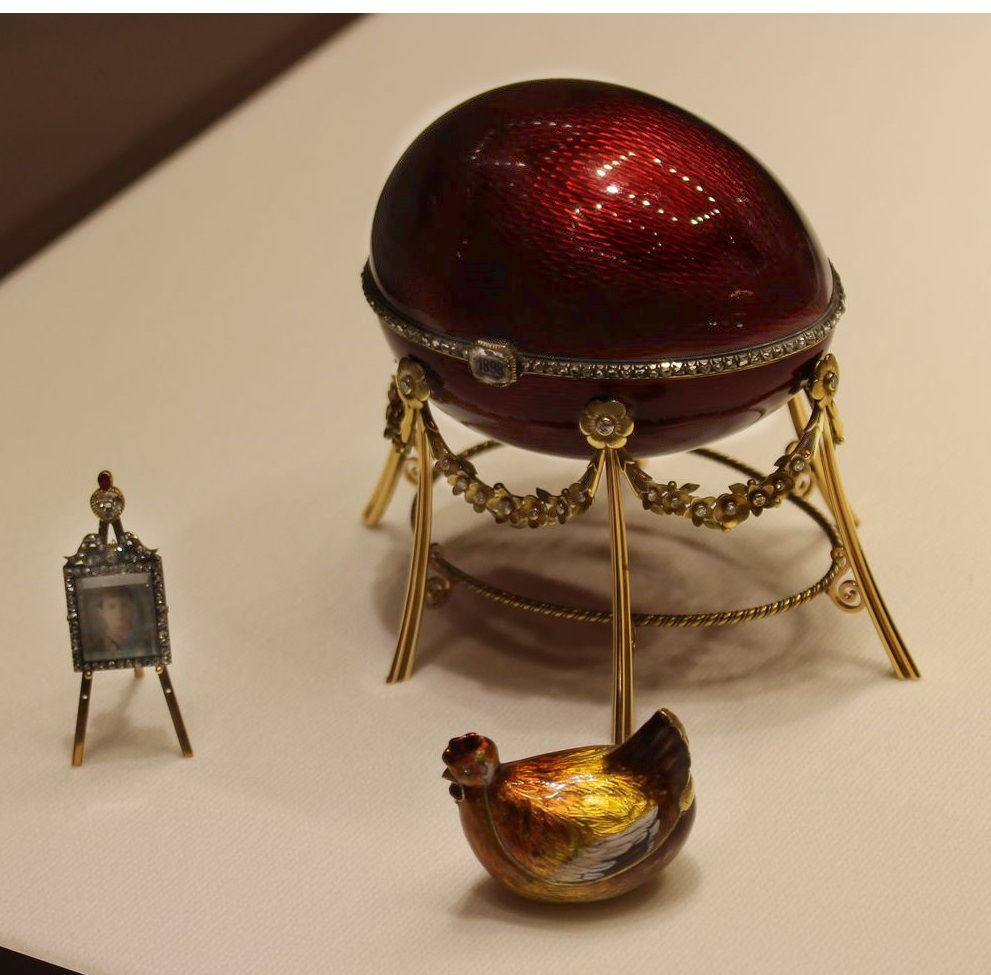
Фирма К. Фаберже, мастер Михаил Перхин. Пасхальное яйцо «Курочка Кельха», 1898 г.
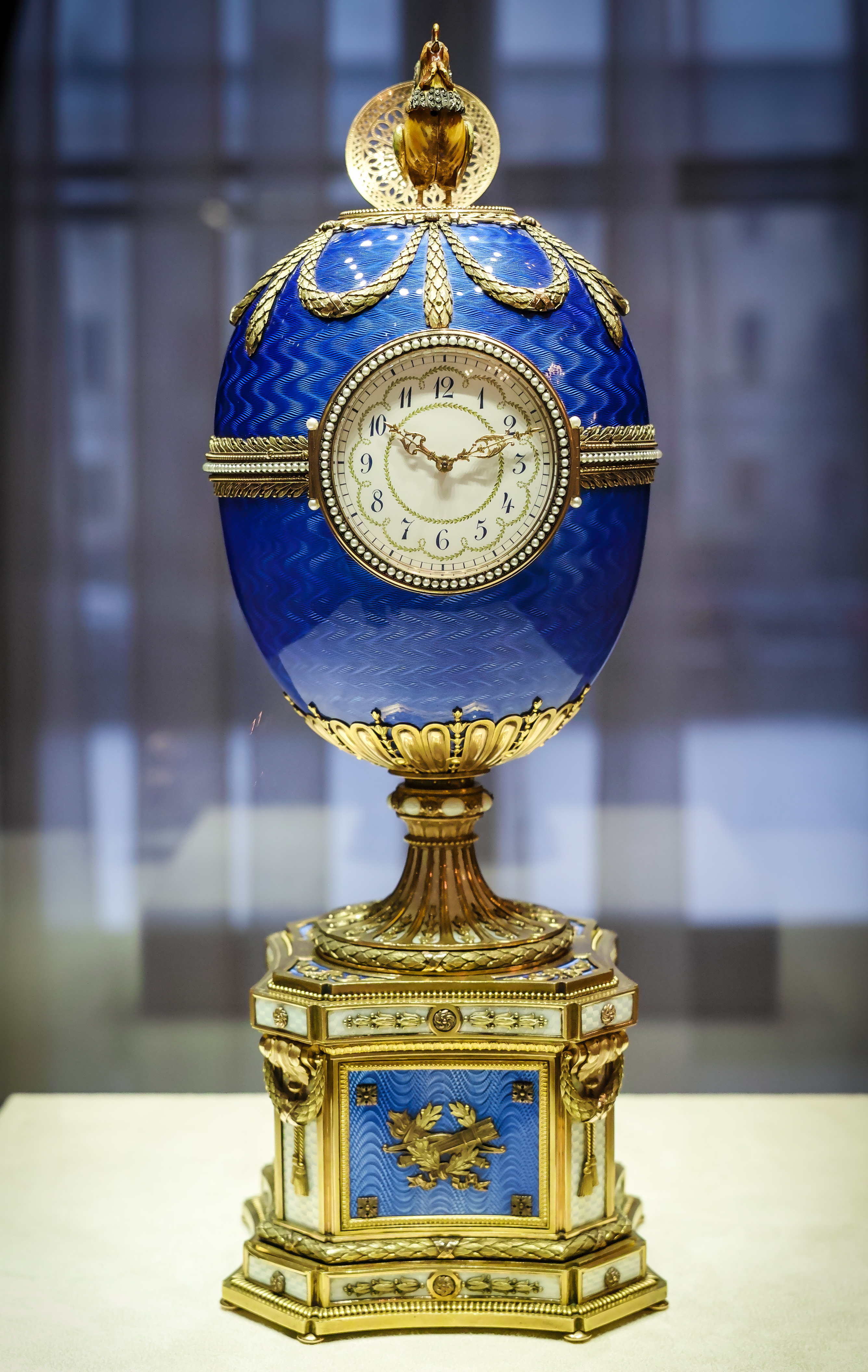
Фирма К. Фаберже, мастер Михаил Перхин. Пасхальное яйцо «Шантеклер Кельха», 1904 г.

#### Прочие пасхальные яйца

Фирма К. Фаберже, мастер Михаил Перхин. Пасхальное яйцо «Весенние цветы», 1899 г.
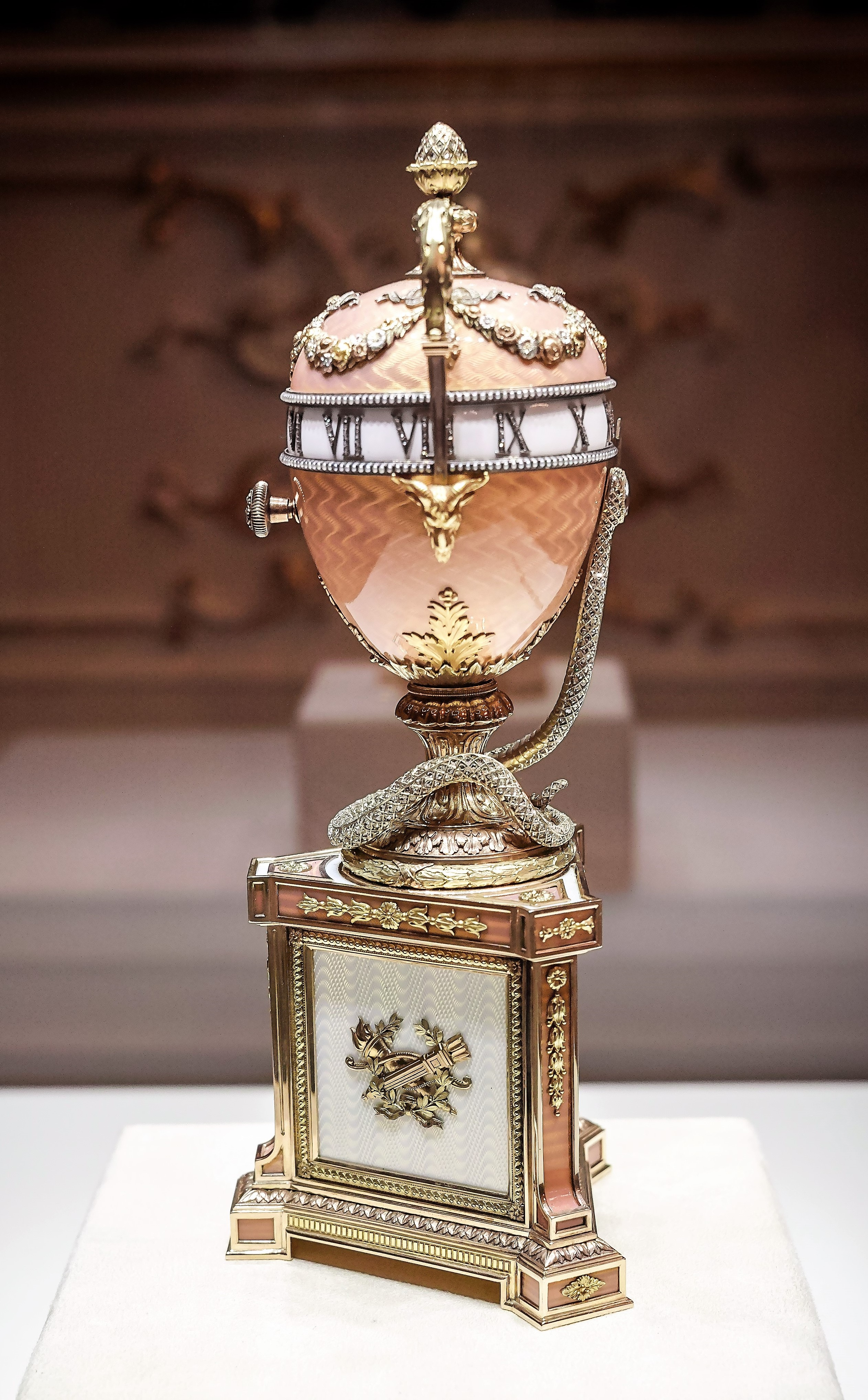
Фирма К. Фаберже, мастер Михаил Перхин. Пасхальное яйцо «Яйцо герцогини Мальборо», 1902 г.
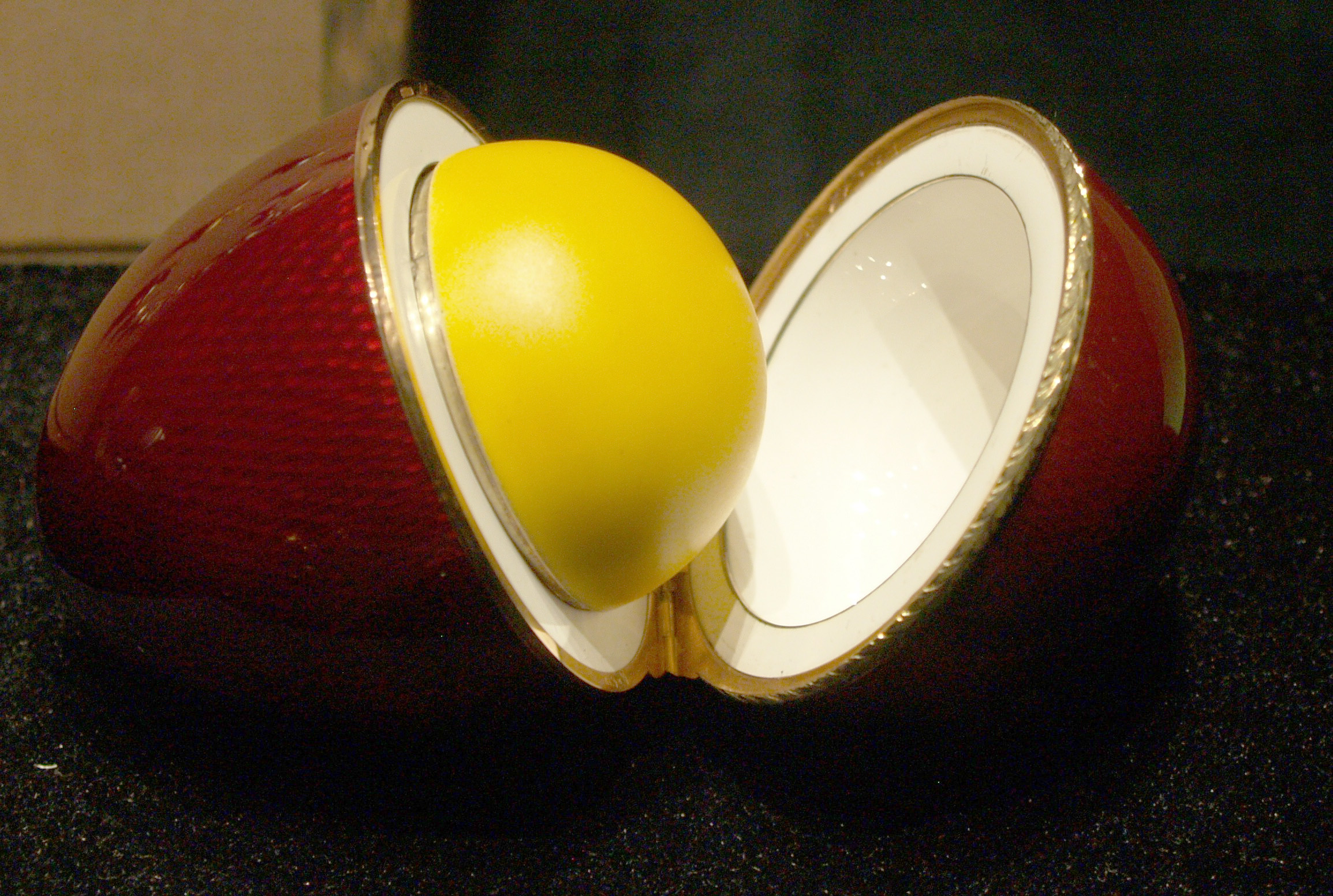
Фирма К. Фаберже, мастер Михаил Перхин. Пасхальное яйцо «Скандинавское», 1899-1903 гг.

### Живопись и графика
В Выставочном зале экспонируются картины И. К. Айвазовского, В. Ф. Аммона, К. П. Брюллова, К. Е. Маковского, В. Д. Поленова, Г. И. Семирадского и женские портреты А. А. Харламова. В Верхней буфетной экспонируются произведения импрессионистов и постимпрессионистов Л. Вальта, К. И. Горбатова, К. А. Коровина, А. Мартена и П. О. Ренуара. В Готическом зале экспонируется коллекция русских икон. В музее также хранится серия акварелей с изображением солдат и офицеров К. К. Пиратского.

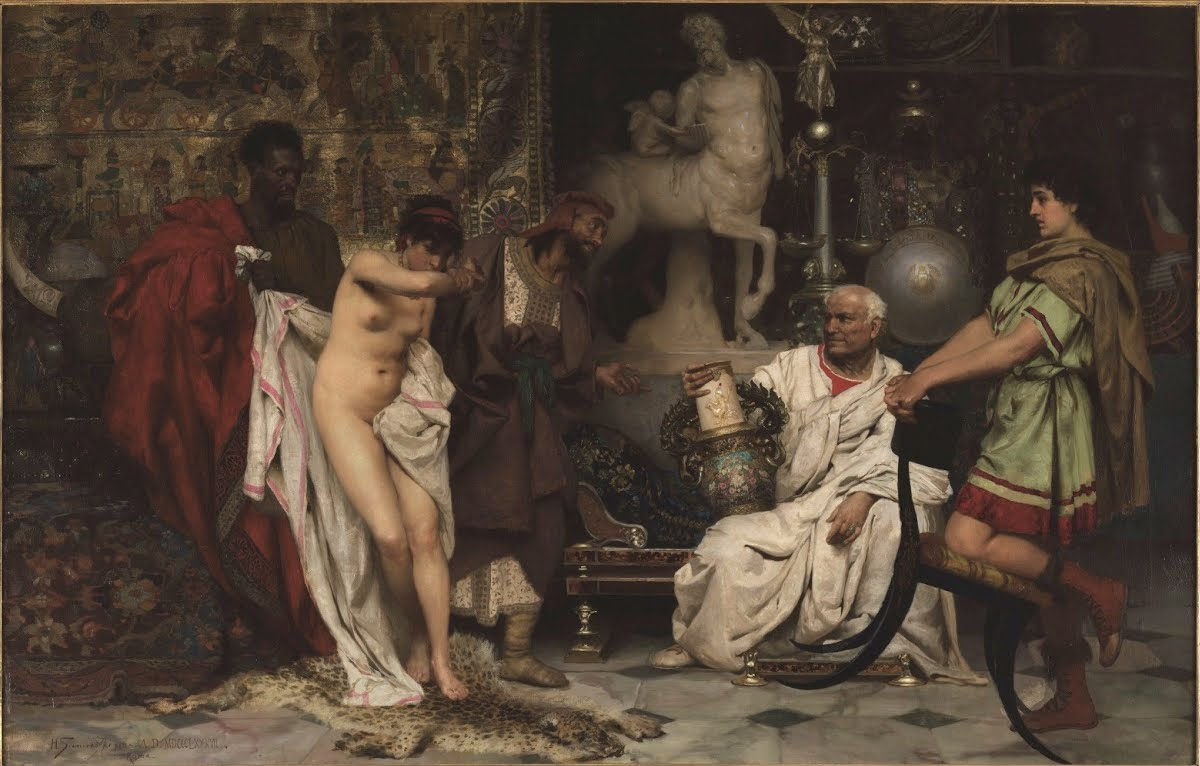
Генрих Семирадский. «Женщина или ваза?», 1878 г.
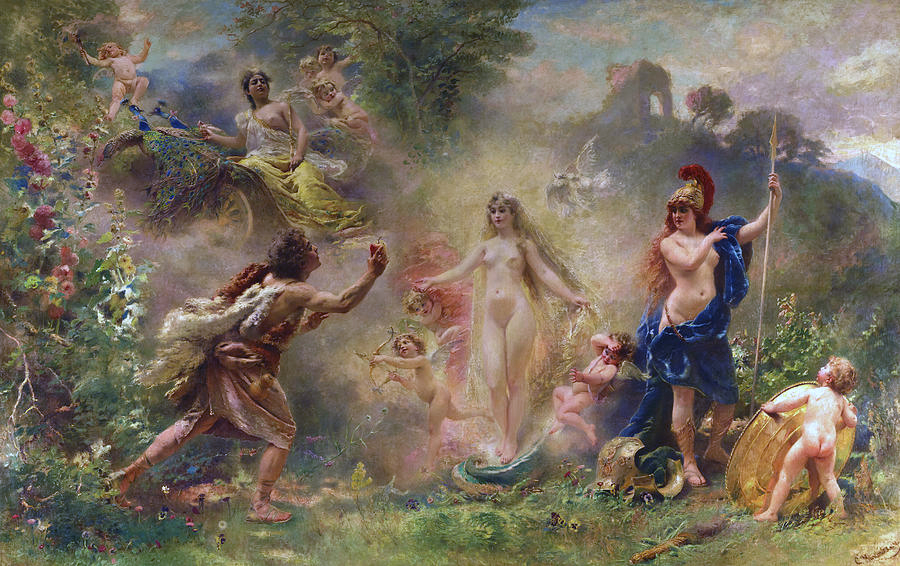
Константин Маковский. «Суд Париса», 1889 г.
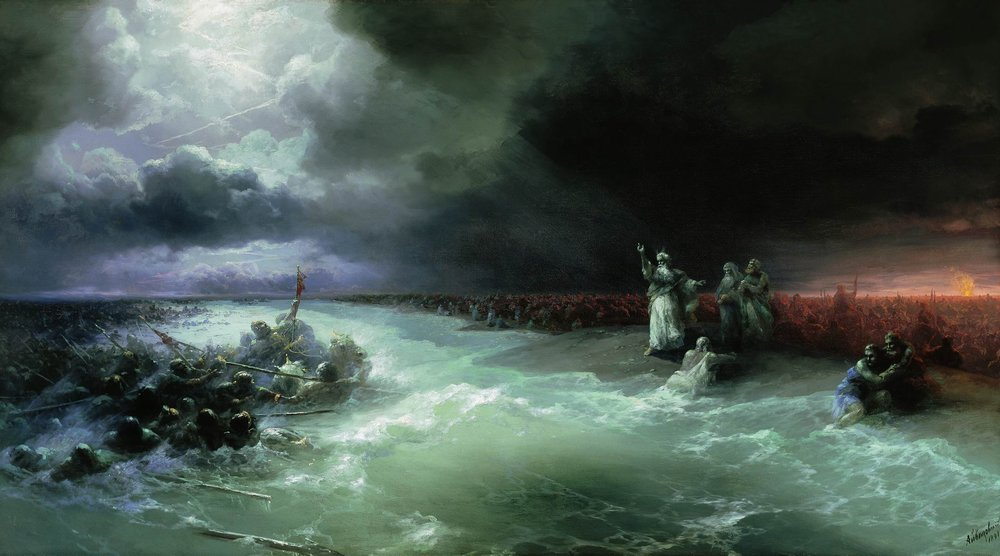
Иван Айвазовский. «Переход евреев через Красное море», 1891 г.
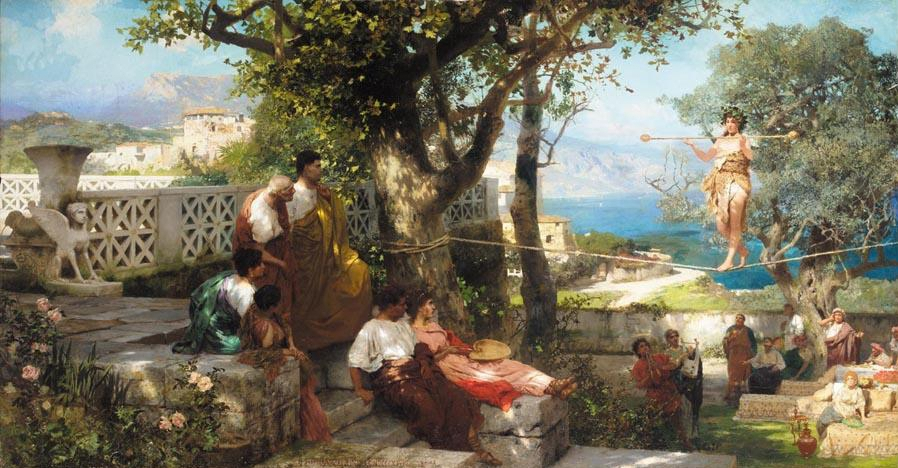
Генрих Семирадский. «Канатоходка», 1898 г.

## Выставки
С 3 февраля по 2 мая 2016 года в Музее Фаберже прошла первая в России ретроспективная выставка работ мексиканской художницы Фриды Кало. Экспонаты для выставки были предоставлены из собраний Музея Долорес Олмедо, галереи «Arvil» и частной коллекции Хуана Коронеля Риверы, внука Диего Риверы. Куратор выставки – кандидат искусствоведения, заместитель заведующего отделом современного искусства Государственного Эрмитажа Екатерина Владимировна Лопаткина.
С 29 июня 2022 года по 15 января 2023 года в Музее Фаберже прошла выставка «Русский эпос в камне», на которой экспонировались произведения современных уральских камнерезов. Выставка была организована Культурно-историческим фондом «Связь времен» и Музеем Фаберже в Санкт-Петербурге в партнёрстве с Фондом семьи Шмотьевых (Екатеринбург). В экспозицию были включены произведения мастеров двух крупнейших предприятий Екатеринбурга, работающих над созданием художественных произведений из цветного камня: «Камнерезного дома Алексея Антонова» и студии камнерезного искусства «Святогор».

## Экспертный совет
В начале 2014 года был основан Экспертный совет музея, в состав которого входят ведущие мировые эксперты по творчеству Карла Фаберже:
Владимир Воронченко
Коллекционер, директор Музея Фаберже, председатель правления Культурно-Исторического Фонда «Связь Времён».
Геза фон Габсбург
Независимый исследователь, искусствовед, куратор многочисленных выставок, посвящённых Фаберже и его современникам, куратор Музея изящных искусств Вирджинии, консультант аукционного дома Sotheby’s.
Кирен МакКарти
Директор лондонской антикварной компании Wartski, специализирующейся на изделиях Фаберже; искусствовед, обнаруживший в 2011 году утерянное, третье яйцо императорской серии.
Марк Шаффер
Управляющий нью-йоркской антикварной галереей A la Vieille Russie, основанной в 1851 году в Киеве, специализирующейся на произведениях ювелирного и изобразительного искусств дореволюционной России, изделиях Фаберже.
Улла Тилландер-Гуденйелм
Независимый исследователь, искусствовед, специалист по финским мастерам фирмы Фаберже; куратор выставок и автор нескольких книг по ювелирному искусству России начала XX века; правнучка ювелира Александра Тилландера, сотрудничавшего с фирмой Фаберже.
Валентин Скурлов
Кандидат искусствоведения, специалист по архивным изысканиям, выявивший огромное количество документов по заказам Фаберже, в частности, все счета на пасхальные яйца; автор многочисленных книг по истории фирмы Карла Фаберже, в том числе и уникального исследования по системе клеймения; консультант аукционного дома Christie’s.
Марина Лопато
Доктор искусствоведения, заведующая сектором художественного металла и камня Отдела западноевропейского прикладного искусства Государственного Эрмитажа, куратор выставок Фаберже в Эрмитаже.
Татьяна Мунтян
Хранитель коллекции Фаберже в Оружейной Палате Московского Кремля, автор многочисленных книг и статей, посвящённых Фаберже и его современникам, куратор выставок Фаберже во многих музеях мира.
Александр фон Солодкофф
Известный специалист по русскому ювелирному искусству, автор книг по Фаберже, русскому золотому и серебряному делу.
Целями создания Экспертного совета являются содействие научной, просветительской и культурной деятельности музея, повышение уровня квалификации работников музея, а также расширение его коллекции.
Первое заседание Экспертного совета Музея Фаберже состоялось 21—22 июля 2014 года в Санкт-Петербурге. В течение двух дней эксперты обсуждали планы музея на краткосрочную и долгосрочную перспективы, изучали экспонаты из его коллекции, а также обсуждали различные варианты приобретения новых экспонатов. Завершающим мероприятием заседания Экспертного совета стала лекция доктора Гезы фон Габсбурга на тему «Фаберже. Судьба проданных шедевров России», которую посетило более 100 человек — петербургские искусствоведы, музейные работники, журналисты, а также представители бизнес- и творческой элит Петербурга.